# Пименовский сельсовет (Курганская область)
Пи́меновский сельсове́т — упразднённые административно-территориальная единица и муниципальное образование со статусом сельского поселения в составе Кетовского района Курганской области России. 
Административный центр — село Пименовка.
15 марта 2022 года сельсовет был упразднён в связи с преобразованием муниципального района в муниципальный округ.

## История
В соответствии с Законом Курганской области от 6 июля 2004 года № 419 сельсовет наделён статусом сельского поселения.

## Население
| 1989 | 2002 | 2010 | 2012 | 2013 | 2014 | 2015 |
| ---- | ---- | ---- | ---- | ---- | ---- | ---- |
| 1360 | ↘633 | ↘618 | ↗641 | ↗665 | ↗726 | ↘674 |
| 2016 | 2017 | 2018 | 2019 | 2020 |      |      |
| ↗700 | ↘687 | →687 | ↘683 | ↗699 |      |      |

## Состав сельского поселения
| № | Населённый пункт | Тип населённого пункта       | Население |
| - | ---------------- | ---------------------------- | --------- |
| 1 | Пименовка        | село, административный центр | ↗699      |